# Pseudicius datuntatus
Pseudicius datuntatus – gatunek pająka z rodziny skakunowatych.
Gatunek ten opisany został w 2005 roku przez Dimitrija Łogunowa i Mehrdada Zamanpoore'a na podstawie dwóch samic, odłowionych w 1971.
Skakun ten ma karapaks długości 1,8 mm, żółtobrązowy z brązowym polem ocznym oraz czarnymi: okolicami oczu i dwiema plamkami pośrodku. Powierzchnię karapaksu gęsto pokrywają białe, przylegające łuski. Szczękoczułki, szczęki, warga dolna i sternum są żółte, przy czym to ostatnie ma brązową linię brzegową. Odnóża są żółte z brązowymi łatkami na rzepkach pierwszej pary. Opistosoma ma długość 2,25 mm i barwę żółtą z dwiema przerywanymi przepaskami barwy brązowej na wierzchu i dwiema parami białych kropek w części tylnej. Od podobnego P. flavipes samica odróżnia się bardziej skręconym i dłuższym przewodem inseminacyjnym.
Pająk palearktyczny, znany wyłącznie z Afganistanu.